# Nazionale femminile di pallacanestro dell'Irlanda
La nazionale di pallacanestro femminile dell'Irlanda, selezione delle migliori giocatrici di pallacanestro di nazionalità irlandese e nordirlandese, rappresenta Eire ed Irlanda del Nord e partecipa, ai tornei internazionali di pallacanestro femminile per nazioni gestiti dalla FIBA.
Nel 2025 l'allenatore è James Weldon.

## Storia
Affiliata alla FIBA dal 1947, è considerata un team di "terza fascia", visto la scarsa valenza a livello internazionale del basket irlandese.
Nel 2005 la FIBA ha diviso la zona europea in Division A e Division B, e la nazionale irlandese è subito retrocessa in Division B.
Non ha mai raggiunto la fase finale dell'Eurobasket Donne e non ha mai partecipato né ai Giochi Olimpici né ai Mondiali femminili.

### Dal 2015
Ha partecipato al campionato europeo FIBA dei piccoli stati 2021.

## Piazzamenti

### Campionato europeo FIBA dei piccoli stati
- 2021 -  2º

## Formazioni

### Europei dei piccoli Stati
Campionato europeo FIBA dei piccoli stati Women 20213 Clarke, 4 McKenna, 5 Finn, 7 Rockall, 8 Huijsdens, 9 Dwyer, 11 E. Thornton, 12 O'Dwyer, 13 Melia, 14 H. Thornton, 23 Tiernan, 34 O'Connor,        All. James Weldon

## Nazionali giovanili
- Selezioni giovanili della nazionale femminile di pallacanestro dell'Irlanda